# The Show-Off (1926)

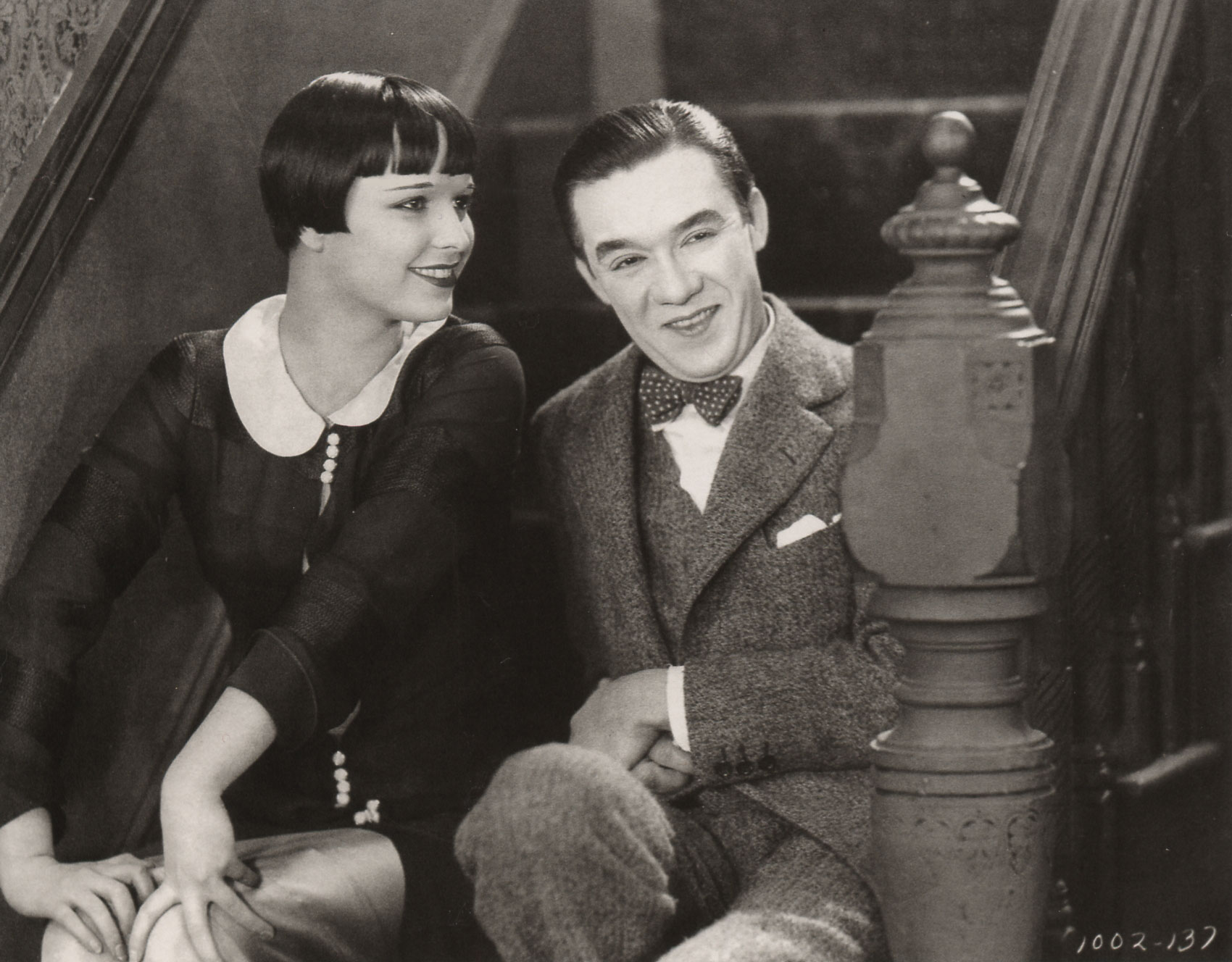
Louise Brooks en Ford Sterling in de film

The Show Off is een stomme film uit 1926 onder regie van Malcolm St. Clair. Paramount Pictures zorgde voor de distributie en Louise Brooks, Ford Sterling en Lois Wilson hebben de hoofdrollen in deze film.

## Rolverdeling
| Acteur           | Personage        |
| ---------------- | ---------------- |
| Ford Sterling    | Aubrey Piper     |
| Lois Wilson      | Amy Fisher Piper |
| Louise Brooks    | Clara            |
| Gregory Kelly    | Joe Fisher       |
| Claire McDowell  | Mom Fisher       |
| Charles Goodrich | Pop Fisher       |
| Joseph W. Smiley | Spoorwegbaas     |